# Бухари, Мохаммаду
Мохаммаду Бухари (англ. Muhammadu Buhari; 17 декабря 1942, Даура, Кацина — 13 июля 2025, Лондон) — нигерийский государственный и военный деятель, глава государства в 1983—1985 и 2015—2023 годах.

## Биография
По национальности — фульбе. Был 23-м ребёнком в семье. Школьное образование получил в Кацине, но достоверного подтверждения этому не сохранилось. В 2015 году для подачи документов в качестве кандидата в президенты он должен быть предоставить школьный сертификат (чтобы подтвердить минимальный уровень образовательной компетенции, как требует Конституция), но не смог этого сделать. Накануне выборов 2019 года отсутствие обязательного документа критиковалось противниками президента.
В 1961 году поступил в Королевский военный колледж в Кадуне; в следующем году его отправили в Великобританию, в кадетскую школу в Олдершоте. Оттуда вернулся в 1963 году младшим лейтенантом и получил командование взводом, расквартированным на юге страны в Абеокуте. Некоторое время служил в Конго, в контингенте «голубых касок» ООН, потом продолжил обучение в Великобритании.
После переворота 1975 года был назначен военным губернатором Северо-восточного региона, позднее, после разделения в марте 1976 года региона на три штата — новообразованного штата Борно. В 1977 году правительство создало Нигерийскую национальную нефтяную корпорацию (NNPC), Бухари получил пост федерального комиссара по нефти и природным ресурсам, предполагающий председательство в NNPC.
31 декабря 1983 года генерал-майор М. Бухари возглавил страну после успешного военного переворота, когда был свергнут президент Шеху Шагари. До переворота Бухари командовал 3-й бронетанковой дивизией в городе Джос.
Считал оправданным захват военными власти в стране, так как по его мнению, гражданское правительство было безнадежно коррумпировано.
Немедленно приостановил действие конституции.
Ещё одним поводом для переворота была попытка исправить экономический спад в стране. Количество министерств было сокращено до 18, а администрация провела мероприятия по сокращению штатов высших чинов государственной службы и полиции. Он уволил 17 постоянных секретарей и некоторых старших офицеров полиции и флота. Был принят Указ о грабежах и огнестрельном оружии (специальные положения) для судебного преследования по делам о вооруженных ограблениях, а также Указ о государственной безопасности (задержание лиц), который наделял военных полномочиями задерживать лиц, подозреваемых в создании угрозы государственной безопасности или создании экономических проблем. К октябрю 1984 года было сокращено около 200 000 государственных служащих. За 20 месяцев на посту главы государства около 500 политиков, чиновников и бизнесменов были заключены в тюрьму за коррупцию. Задержанных отпускали после перечисления денег правительству и согласия на определенные условия.
В 1984 году издал Указ № 4 о защите от ложных обвинений, который считается самым репрессивным законом о печати, когда-либо принятым в Нигерии. В указе говорилось, что правонарушителей журналистов и издателей будет судить открытый военный трибунал, решение которого будет окончательным и не подлежит обжалованию в любом суде, а лица, признанные виновными, будут иметь право на штраф в размере не менее 10 000 найр и тюремное заключение на срок до два года.
После прихода к власти военных за опоздание на работу государственных служащих ждало публичное унижение (они были вынуждены прыгать как лягушка).
Был также выпущен указ о заключении противников режима под стражу до трёх месяцев без предъявления официальных обвинений. Кроме того, он запретил забастовки работников и основал в Нигерии тайную полицию (Национальную организацию безопасности.

Распределение результатов президентских выборов 2015 года по АТЕ Нигерии. Красным обозначены штаты, в которых победил Бухари

В условиях жёсткой экономии, ухудшения экономических условий и продолжавшейся коррупции, Бухари был свергнут в результате государственного переворота под руководством генерала Ибрагима Бабангиды 27 августа 1985 года.
Находился под стражей в Бенин-Сити до 1988 года. В декабре 1988 года, после смерти матери, был освобождён и удалился в свою резиденцию в Дауре.
Был председателем Нефтяного целевого фонда (PTF), органа, созданного правительством генерала Сани Абачи в 1990-е и финансируемого за счёт доходов, полученных от повышения цен на нефтепродукты, для реализации проектов развития по всей стране. В отчёте New African за 1998 год PTF под руководством Бухари похвалили за прозрачность, назвав его редкой «историей успеха».
В 2003, 2007 и 2011 годах выдвигался на пост президента, но каждый раз занимал второе место.
Выдвинувшись от партии Всеобщий прогрессивный конгресс, победил на всеобщих выборах президента 28 марта 2015 года, обойдя действующего президента Гудлака Джонатана, набрав 15 424 921 голос против 12 853 162. Бухари выиграл в 21 штате, в основном на севере, а Джонатан в 15 южных и в столичной территории.
После победы на выборах организовал широкое наступление на позиции исламской радикальной группировки Боко Харам, в декабре 2015 года заявил о её «техническом поражении». Тем не менее, нападения Боко Харам продолжались и в 2020.
Предпринял меры по борьбе с коррупцией. В августе 2015 года был учрежден Совет по противодействию коррупции при президенте Нигерии. В декабре 2016 года были назначены вознаграждения для информаторов о случаях уклонения от уплаты налогов. Провел ревизию расходов предыдущей администрации.
В апреле 2017 года был принят трёхлетний План экономического восстановления и роста (ERGP). Он предполагал стабилизацию макроэкономической ситуации, развитие сельского хозяйства и продовольственной безопасности, повышение эффективности энергетического сектора, улучшение транспортной инфраструктуры.
В 2017 году несколько раз выезжал на лечение за рубеж на длительное время. Каким именно заболеванием страдает Бухари, не раскрывается. В декабре 2017 года, после возвращения из очередной поездки в Лондон, президент заявил, что его здоровье «значительно улучшилось».
Президентство М. Бухари вызывало полярные оценки: экономика в среднем выросла на 0,9 %, безработица достигла рекордно высокого уровня в 23 %, а миллионы людей оказались за чертой бедности. В первый год пребывания Бухари у власти Нигерия пережила падение цен на сырьевые товары, что спровоцировало экономический спад.
23 февраля 2019 года одержал победу на президентских выборах и остался в должности на второй четырёхлетний срок.
Умер 13 июля 2025 года в возрасте 82 лет в клинике в Лондоне.

## Награды
Награды Нигерии
| Страна  | Дата          | Награда                                           | Награда                                           | Литеры |
| ------- | ------------- | ------------------------------------------------- | ------------------------------------------------- | ------ |
| Нигерия | 29 мая 2015 — | Гроссмейстер и Великий командор ордена Республики | Гроссмейстер и Великий командор ордена Республики | GCFR   |
| Нигерия | 29 мая 2015 — | Гроссмейстер ордена Нигера                        | Гроссмейстер ордена Нигера                        |        |

Награды иностранных государств
| Страна                | Дата вручения   | Награда                              | Награда                              | Литеры |
| --------------------- | --------------- | ------------------------------------ | ------------------------------------ | ------ |
| Экваториальная Гвинея | 16 марта 2016 — | Кавалер орденской цепи Независимости | Кавалер орденской цепи Независимости |        |